# Zhuangzi
Zhuangzi (în mandarină: [ʈʂwáŋ.tsɹ̩̀]; latinizat: Chuang Tzŭ) este un text antic chinez din perioada „Statelor în Război” (476-221 î.Hr.) care conține povești și anecdote ce exemplifică natura fără griji a înțeleptului taoist. Numit după autorul tradițional Maestrul Zhuang (Zhuangzi), Zhuangzi este, alături de Tao Te Ching, unul dintre textele fundamentale ale taoismului, și este considerat în general cea mai importantă scriere taoistă.
Zhuangzi constă într-o colecție largă de anecdote, parabole și fabule, care sunt de obicei de natură umoristică sau ireverențioasă. Temele principale sunt spontaneitatea acțiunilor și libertatea lumii umane și convențiile ei. Fabulele și anecdotele din text încearcă să ilustreze falsitatea distincțiilor omenești dintre bine și rău, mare și mic, viață și moarte, om și natură. În timp ce alți filosofi antici chinezi s-au concentrat pe datoriile personale și cele morale, Zhuangzi promova rătăcirea degajată și transformarea în una cu „Drumul” (Dao) prin urmărirea naturii.
Chiar dacă este cunoscută în principal ca o lucrare filosofică, Zhuangzi este considerată una dintre cele mai mai lucrări literare din toată istoria Chinei și a fost numită „cel mai important text de dinaintea dinastiei Qin pentru studiul literaturii chineze”. Fiind o capodoperă atât filosofică, cât și literară, a influențat un număr mare de scriitori de mai bine de 2.000 de ani, din dinastia Han (206 î.Hr. - 220 d.Hr.) până în zilele noastre. Mulți dintre marii poeți și scriitori chinezi din istorie – cum ar fi Sima Xiangru și Sima Qian din timpul dinastiei Han, Ruan Ji și Tao Yuanming din timpul celor Șase Dinastii (222-589), Li Bai din timpul dinastiei Tang (618-907) și Su Shi și Lu Zou din timpul dinastiei Song (960-1279) – au fost puternic influențați de Zhuangzi.

## Istorie

### Autor și istoria textului
Zhuangzi este numit și atribuit lui Zhuang Zhou - cunoscut și sub numele de „Zhuangzi”, din mandarină: Zhuāngzǐ 莊子 (care înseamnă „Maestrul Zhuang”) – un om care se spune că s-ar fi născut în jurul anului 369 î.Hr. într-un loc numit Meng (蒙) în statul Song (în jurul Shangqiu, Provincia Henan de astăzi) și a murit în jurul anului 301, 295 sau 286 î.Hr. Aproape nimic nu este cunoscut concret despre viața lui Zhuangzi. Se crede că a petrecut o parte din viață în sudul statului Chu, dar și în Linzi, capitala statului Qi. În cartea „Arhivele Marelui Istoric” de Sima Qian (Shiji 史記), prima dintre cele 24 de arhive dinastice ale Chinei, se conține o biografie a lui Zhuangzi, dar o mare parte din ea pare a fi inspirată din anecdotele din Zhuangzi. În introducerea traducerii Zhuangzi, savantul american Burton Watson și-a sfârșit comentariile spunând despre lipsa de informații istorice  legate de Zhuangzi: „oricine ar fi fost Zhuang Zhou, scrierile atribuite lui poartă ștampila unei minți geniale și originale”.